# Campeonato Brasileño de Fútbol Serie C 2024
El Campeonato Brasileño de Serie C 2024 fue la 34.ª edición del campeonato de tercera categoría del fútbol brasileño. Contó con la participación de 20 equipos, incluyendo los equipos descendidos de la Serie B 2023 y los ascendidos de la Serie D 2023.
El torneo otorgó cuatro ascensos, mientras que cuatro equipos descendieron.

## Sistema
La competición será disputada por 20 clubes: los 20 clubes se enfrentan en una sola rueda (partido de ida). Los ocho mejores clasificados se clasifican para la fase final y los cuatro últimos descienden a la Serie D 2025. Los diez clubes mejor clasificados en el Ranking CBF de 2023 tuvieron derecho a 10 partidos como local y, en consecuencia, los otros diez clubes dispusieron de 9 partidos de local.

## Participantes

### Ascensos y descensos
| Pos. | Descendidos de la Serie B 2023 |
| ---- | ------------------------------ |
| 17.° | Sampaio Corrêa                 |
| 18.° | Tombense                       |
| 19.° | Londrina                       |
| 20.° | ABC                            |

| Pos. | Ascendidos de la Serie D 2023 |
| ---- | ----------------------------- |
| 1.°  | Ferroviário                   |
| 2.°  | Ferroviária                   |
| 3.°  | Athletic Club                 |
| 4.°  | Caxias                        |

### Información de los equipos
| Equipo              | Ciudad                | Estado               | Entrenador         | Estadio                         | Posición 2023 |
| ------------------- | --------------------- | -------------------- | ------------------ | ------------------------------- | ------------- |
| ABC                 | Natal                 | Río Grande del Norte | Roberto Fonseca    | Frasqueirão                     | 20º Serie B   |
| Aparecidense        | Aparecida de Goiânia  | Goiás                | Emerson Ávila      | Aníbal Batista de Toledo        | 15.° Serie C  |
| Athletic Club       | São João del-Rei      | Minas Gerais         | Roger Silva        | Joaquim Portugal                | 3.° Serie D   |
| Botafogo-PB         | João Pessoa           | Paraíba              | Evaristo Piza      | Almeidão                        | 8.° Serie C   |
| Caxias              | Caxias do Sul         | Río Grande del Sur   | Thiago Gomes       | Francisco Stédile               | 4.° Serie D   |
| Confiança           | Aracaju               | Sergipe              | Mazola Júnior      | Batistão                        | 9.° Serie C   |
| CSA                 | Maceió                | Alagoas              | Higo Magalhães     | Rei Pelé                        | 12.° Serie C  |
| Ferroviária         | Araraquara            | São Paulo            | Júnior Rocha       | Dr. Adhemar de Barros           | 2.° Serie D   |
| Ferroviário         | Fortaleza             | Ceará                | Paulinho Kobayashi | Elzir Cabral                    | 1.° Serie D   |
| Figueirense         | Florianópolis         | Santa Catarina       | João Burse         | Orlando Scarpelli               | 16.° Serie C  |
| Floresta            | Fortaleza             | Ceará                | Marcelo Cabo       | Presidente Vargas               | 14.° Serie C  |
| Londrina            | Londrina              | Paraná               | Claudinei Oliveira | Estadio do Café                 | 19º Serie B   |
| Náutico             | Recife                | Pernambuco           | Bruno Pivetti      | Dos Aflitos                     | 10.° Serie C  |
| Remo                | Belém                 | Pará                 | Rodrigo Santana    | Baenão                          | 11.° Serie C  |
| Sampaio Corrêa      | São Luís              | Maranhão             | Felipe Surian      | Estadio Governador João Castelo | 17º Serie B   |
| São Bernardo        | São Bernardo do Campo | São Paulo            | Ricardo Catalá     | Primeiro de Maio                | 7.° Serie C   |
| São José            | Porto Alegre          | Río Grande del Sur   | Rogério Zimmermann | Passo d'Areia                   | 6.° Serie C   |
| Tombense            | Tombos                | Minas Gerais         | Raul Cabral        | Estadio Soares de Azevedo       | 18º Serie B   |
| Volta Redonda       | Volta Redonda         | Río de Janeiro       | Rogério Corrêa     | Raulino de Oliveira             | 5.° Serie C   |
| Ypiranga de Erechim | Erechim               | Río Grande del Sur   | Thiago Carvalho    | Colosso da Lagoa                | 13.° Serie C  |

### Clubes por estado
| N | Estado               | Clubes                                |
| - | -------------------- | ------------------------------------- |
| 3 | Río Grande del Sur   | Caxias, São José, Ypiranga de Erechim |
| 2 | Minas Gerais         | Athletic Club, Tombense               |
| 2 | São Paulo            | Ferroviária, São Bernardo             |
| 1 | Alagoas              | CSA                                   |
| 1 | Ceará                | Floresta, Ferroviário                 |
| 1 | Goiás                | Aparecidense                          |
| 1 | Maranhão             | Sampaio Corrêa                        |
| 1 | Pará                 | Remo                                  |
| 1 | Paraíba              | Botafogo-PB                           |
| 1 | Paraná               | Londrina                              |
| 1 | Pernambuco           | Náutico                               |
| 1 | Río de Janeiro       | Volta Redonda                         |
| 1 | Río Grande del Norte | ABC                                   |
| 1 | Sergipe              | Confiança                             |
| 1 | Santa Catarina       | Figueirense                           |

## Clasificación
| Pos. | Equipo              | Pts. | PJ | G  | E | P  | GF | GC | Dif. | Clasificación              |
| ---- | ------------------- | ---- | -- | -- | - | -- | -- | -- | ---- | -------------------------- |
| 1    | Botafogo-PB         | 41   | 19 | 12 | 5 | 2  | 33 | 21 | +12  | Accede a la Fase Final     |
| 2    | Athletic Club       | 40   | 19 | 12 | 4 | 3  | 39 | 21 | +18  | Accede a la Fase Final     |
| 3    | Ferroviária         | 36   | 19 | 9  | 9 | 1  | 22 | 9  | +13  | Accede a la Fase Final     |
| 4    | São Bernardo        | 35   | 19 | 10 | 5 | 4  | 29 | 16 | +13  | Accede a la Fase Final     |
| 5    | Volta Redonda       | 34   | 19 | 10 | 4 | 5  | 30 | 28 | +2   | Accede a la Fase Final     |
| 6    | Ypiranga de Erechim | 31   | 19 | 9  | 4 | 6  | 22 | 18 | +4   | Accede a la Fase Final     |
| 7    | Londrina            | 29   | 19 | 7  | 8 | 4  | 24 | 21 | +3   | Accede a la Fase Final     |
| 8    | Remo                | 26   | 19 | 8  | 2 | 9  | 21 | 23 | −2   | Accede a la Fase Final     |
| 9    | Náutico             | 25   | 19 | 6  | 7 | 6  | 34 | 25 | +9   |                            |
| 10   | CSA                 | 25   | 19 | 6  | 7 | 6  | 22 | 26 | −4   |                            |
| 11   | Figueirense         | 24   | 19 | 6  | 6 | 7  | 19 | 21 | −2   |                            |
| 12   | Tombense            | 23   | 19 | 5  | 8 | 6  | 22 | 21 | +1   |                            |
| 13   | Confiança           | 22   | 19 | 6  | 4 | 9  | 20 | 22 | −2   |                            |
| 14   | ABC                 | 22   | 19 | 5  | 7 | 7  | 18 | 20 | −2   |                            |
| 15   | Caxias              | 21   | 19 | 6  | 3 | 10 | 20 | 27 | −7   |                            |
| 16   | Floresta            | 19   | 19 | 5  | 4 | 10 | 15 | 27 | −12  |                            |
| 17   | Sampaio Corrêa (D)  | 19   | 19 | 4  | 7 | 8  | 16 | 21 | −5   | Descenso a la Serie D 2025 |
| 18   | Aparecidense (D)    | 16   | 19 | 3  | 7 | 9  | 18 | 28 | −10  | Descenso a la Serie D 2025 |
| 19   | Ferroviário (D)     | 15   | 19 | 3  | 6 | 10 | 19 | 38 | −19  | Descenso a la Serie D 2025 |
| 20   | São José (D)        | 11   | 19 | 2  | 5 | 12 | 12 | 22 | −10  | Descenso a la Serie D 2025 |

 Fuente: CBF

## Resultados
| Tombense            | 1 - 0 | São José       | 20 de abril | 17:00 |
| Remo                | 1 - 2 | Volta Redonda  | 20 de abril | 17:00 |
| Caxias              | 0 - 4 | Athletic       | 20 de abril | 19:30 |
| Ypiranga de Erechim | 3 - 1 | CSA            | 20 de abril | 19:30 |
| Figueirense         | 2 - 1 | Ferroviário    | 21 de abril | 16:30 |
| Náutico             | 1 - 1 | São Bernardo   | 21 de abril | 16:30 |
| Floresta            | 1 - 2 | Botafogo-PB    | 21 de abril | 19:00 |
| Ferroviária         | 1 - 1 | ABC            | 22 de abril | 20:00 |
| Confiança           | 1 - 1 | Londrina       | 22 de abril | 20:00 |
| Aparecidense        | 2 - 0 | Sampaio Corrêa | 24 de abril | 20:00 |

| Sampaio Corrêa | 1 - 1 | Figueirense         | 27 de abril | 17:00 |
| ABC            | 0 - 3 | Náutico             | 27 de abril | 17:00 |
| São Bernardo   | 4 - 2 | Tombense            | 27 de abril | 19:00 |
| Athletic       | 3 - 1 | Remo                | 27 de abril | 19:30 |
| Londrina       | 0 - 4 | Ypiranga de Erechim | 28 de abril | 16:30 |
| CSA            | 1 - 1 | Ferroviária         | 28 de abril | 16:30 |
| Botafogo-PB    | 1 - 1 | Caxias              | 28 de abril | 19:00 |
| Volta Redonda  | 2 - 1 | Floresta            | 28 de abril | 19:30 |
| São José       | 1 - 2 | Confiança           | 29 de abril | 20:00 |
| Ferroviário    | 2 - 2 | Aparecidense        | 29 de abril | 20:00 |

| Confiança      | 0 - 2 | Tombense            | 4 de mayo   | 17:00 |
| Floresta       | 1 - 4 | Ferroviária         | 4 de mayo   | 19:30 |
| Botafogo-PB    | 1 - 0 | Remo                | 5 de mayo   | 16:30 |
| Figueirense    | 2 - 0 | Aparecidense        | 5 de mayo   | 16:30 |
| Athletic       | 1 - 0 | ABC                 | 5 de mayo   | 19:00 |
| Londrina       | 2 - 2 | CSA                 | 6 de mayo   | 20:00 |
| São Bernardo   | 5 - 0 | Ferroviário         | 6 de mayo   | 20:00 |
| São José       | 1 - 3 | Volta Redonda       | 29 de mayo  | 21:30 |
| Sampaio Corrêa | 2 - 1 | Caxias              | 12 de junio | 19:00 |
| Náutico        | 1 - 2 | Ypiranga de Erechim | 3 de julio  | 19:00 |

| Tombense            | 1 - 0 | Sampaio Corrêa | 11 de mayo  | 17:00 |
| ABC                 | 0 - 2 | Londrina       | 11 de mayo  | 19:30 |
| Ferroviária         | 2 - 1 | Náutico        | 12 de mayo  | 16:30 |
| CSA                 | 0 - 5 | Athletic       | 12 de mayo  | 16:30 |
| Remo                | 1 - 0 | Floresta       | 12 de mayo  | 19:00 |
| Volta Redonda       | 1 - 3 | Botafogo-PB    | 12 de mayo  | 19:00 |
| Aparecidense        | 1 - 1 | São Bernardo   | 13 de mayo  | 20:00 |
| Ypiranga de Erechim | 1 - 0 | Figueirense    | 30 de mayo  | 16:00 |
| Ferroviário         | 3 - 2 | São José       | 19 de junio | 19:00 |
| Caxias              | 1 - 0 | Confiança      | 31 de julio | 19:00 |

| Volta Redonda       | 2 - 1 | Náutico        | 18 de mayo  | 17:00 |
| CSA                 | 0 - 0 | Sampaio Corrêa | 18 de mayo  | 17:00 |
| Ferroviária         | 1 - 0 | Confiança      | 18 de mayo  | 19:30 |
| Remo                | 0 - 0 | Tombense       | 19 de mayo  | 16:30 |
| Londrina            | 2 - 0 | São Bernardo   | 19 de mayo  | 16:30 |
| Ferroviário         | 0 - 4 | ABC            | 19 de mayo  | 19:00 |
| Floresta            | 0 - 2 | Figueirense    | 20 de mayo  | 20:00 |
| Athletic            | 1 - 0 | Aparecidense   | 20 de mayo  | 20:00 |
| Botafogo-PB         | 2 - 1 | São José       | 17 de julio | 20:00 |
| Ypiranga de Erechim | 1 - 0 | Caxias         | 7 de agosto | 19:00 |

| Náutico        | 4 - 1 | Remo                | 25 de mayo  | 17:00 |
| Confiança      | 0 - 0 | ABC                 | 25 de mayo  | 17:00 |
| Sampaio Corrêa | 0 - 1 | Botafogo-PB         | 25 de mayo  | 19:30 |
| São Bernardo   | 2 - 0 | CSA                 | 26 de mayo  | 16:30 |
| Figueirense    | 0 - 1 | Ferroviária         | 26 de mayo  | 16:30 |
| Londrina       | 1 - 1 | Volta Redonda       | 26 de mayo  | 19:00 |
| Floresta       | 1 - 2 | Ferroviário         | 28 de mayo  | 20:00 |
| Tombense       | 2 - 1 | Caxias              | 26 de junio | 18:00 |
| São José       | 0 - 1 | Athletic            | 4 de julio  | 20:00 |
| Aparecidense   | 0 - 0 | Ypiranga de Erechim | 24 de julio | 19:00 |

| Confiança      | 3 - 1 | Aparecidense        | 1 de junio | 17:00 |
| Sampaio Corrêa | 1 - 2 | Remo                | 1 de junio | 17:00 |
| Ferroviário    | 1 - 0 | Londrina            | 1 de junio | 19:30 |
| Tombense       | 0 - 0 | Ferroviária         | 1 de junio | 19:30 |
| Caxias         | 2 - 1 | Figueirense         | 2 de junio | 16:30 |
| São Bernardo   | 1 - 0 | Ypiranga de Erechim | 2 de junio | 16:30 |
| ABC            | 1 - 0 | Floresta            | 2 de junio | 19:00 |
| Volta Redonda  | 2 - 1 | CSA                 | 3 de junio | 19:00 |
| São José       | 2 - 0 | Náutico             | 3 de junio | 20:00 |
| Botafogo-PB    | 3 - 1 | Athletic            | 3 de junio | 20:00 |

| Figueirense         | 1 - 1 | ABC            | 8 de junio  | 17:00 |
| Londrina            | 2 - 0 | Sampaio Corrêa | 8 de junio  | 19:30 |
| Ferroviária         | 0 - 0 | Aparecidense   | 8 de junio  | 19:30 |
| Botafogo-PB         | 1 - 0 | Ferroviário    | 9 de junio  | 16:30 |
| Athletic            | 3 - 2 | Volta Redonda  | 9 de junio  | 16:30 |
| Remo                | 0 - 1 | São Bernardo   | 9 de junio  | 19:00 |
| Náutico             | 2 - 2 | Caxias         | 9 de junio  | 19:00 |
| CSA                 | 1 - 1 | São José       | 10 de junio | 20:00 |
| Floresta            | 1 - 0 | Confiança      | 10 de junio | 20:00 |
| Ypiranga de Erechim | 1 - 0 | Tombense       | 10 de junio | 20:00 |

| CSA          | 1 - 1 | Botafogo-PB         | 15 de junio | 17:00 |
| Aparecidense | 2 - 1 | Tombense            | 15 de junio | 17:00 |
| Athletic     | 3 - 1 | Ferroviário         | 15 de junio | 19:30 |
| São José     | 0 - 2 | Londrina            | 16 de junio | 16:30 |
| Figueirense  | 2 - 0 | Confiança           | 16 de junio | 16:30 |
| Remo         | 1 - 0 | Ypiranga de Erechim | 16 de junio | 16:30 |
| Caxias       | 0 - 0 | Ferroviária         | 16 de junio | 19:00 |
| ABC          | 0 - 1 | Volta Redonda       | 17 de junio | 20:00 |
| Náutico      | 0 - 1 | Floresta            | 17 de junio | 20:00 |
| São Bernardo | 0 - 0 | Sampaio Corrêa      | 18 de junio | 20:00 |

| Tombense       | 3 - 0 | Floresta            | 22 de junio | 17:00 |
| Londrina       | 1 - 1 | Botafogo-PB         | 22 de junio | 19:30 |
| São José       | 0 - 1 | Ypiranga de Erechim | 23 de junio | 16:30 |
| São Bernardo   | 1 - 2 | Figueirense         | 23 de junio | 19:00 |
| Volta Redonda  | 1 - 0 | Caxias              | 23 de junio | 19:00 |
| ABC            | 3 - 1 | Remo                | 24 de junio | 20:00 |
| Aparecidense   | 2 - 2 | Náutico             | 24 de junio | 20:00 |
| Sampaio Corrêa | 3 - 1 | Athletic            | 26 de junio | 19:00 |
| Ferroviário    | 0 - 0 | Ferroviária         | 26 de junio | 21:00 |
| Confiança      | 0 - 1 | CSA                 | 27 de junio | 20:00 |

| Volta Redonda       | 2 - 2 | Sampaio Corrêa | 29 de junio | 17:00 |
| Ypiranga de Erechim | 1 - 1 | ABC            | 29 de junio | 17:00 |
| Remo                | 2 - 1 | Ferroviário    | 29 de junio | 19:30 |
| Athletic            | 1 - 4 | São Bernardo   | 29 de junio | 19:30 |
| Ferroviária         | 1 - 0 | São José       | 30 de junio | 16:30 |
| Floresta            | 2 - 1 | Caxias         | 30 de junio | 16:30 |
| Náutico             | 2 - 1 | Confiança      | 1 de julio  | 20:00 |
| Londrina            | 3 - 3 | Tombense       | 1 de julio  | 20:00 |
| Botafogo-PB         | 4 - 3 | Aparecidense   | 3 de julio  | 20:00 |
| CSA                 | 3 - 1 | Figueirense    | 3 de julio  | 20:30 |

| Sampaio Corrêa | 0 - 2 | Ferroviária         | 6 de julio | 17:00 |
| Ferroviário    | 0 - 2 | Volta Redonda       | 6 de julio | 17:00 |
| ABC            | 0 - 2 | CSA                 | 6 de julio | 19:30 |
| Aparecidense   | 1 - 2 | Londrina            | 6 de julio | 19:30 |
| Figueirense    | 0 - 0 | Athletic            | 7 de julio | 16:30 |
| Confiança      | 2 - 0 | Ypiranga de Erechim | 7 de julio | 19:00 |
| Tombense       | 0 - 0 | Náutico             | 7 de julio | 19:00 |
| São José       | 0 - 0 | Floresta            | 8 de julio | 20:00 |
| Caxias         | 2 - 4 | Remo                | 8 de julio | 20:00 |
| São Bernardo   | 1 - 0 | Botafogo-PB         | 8 de julio | 20:00 |

| Botafogo-PB         | 3 - 3 | Confiança    | 13 de julio | 17:00 |
| Athletic            | 2 - 1 | Londrina     | 13 de julio | 17:00 |
| Sampaio Corrêa      | 2 - 0 | São José     | 13 de julio | 19:30 |
| Volta Redonda       | 1 - 3 | São Bernardo | 14 de julio | 16:30 |
| Náutico             | 4 - 0 | Figueirense  | 14 de julio | 19:00 |
| CSA                 | 1 - 2 | Floresta     | 14 de julio | 19:00 |
| Ferroviária         | 2 - 1 | Remo         | 15 de julio | 20:00 |
| ABC                 | 1 - 0 | Tombense     | 15 de julio | 20:00 |
| Caxias              | 3 - 0 | Aparecidense | 15 de julio | 19:00 |
| Ypiranga de Erechim | 2 - 0 | Ferroviário  | 15 de julio | 20:00 |

| São Bernardo  | 0 - 0 | Ferroviária         | 20 de julio | 17:00 |
| Londrina      | 2 - 0 | Caxias              | 20 de julio | 17:00 |
| Tombense      | 1 - 1 | Figueirense         | 20 de julio | 19:30 |
| Volta Redonda | 3 - 0 | Ypiranga de Erechim | 21 de julio | 16:30 |
| Náutico       | 2 - 2 | Athletic            | 21 de julio | 19:00 |
| Botafogo-PB   | 1 - 0 | ABC                 | 21 de julio | 19:00 |
| São José      | 0 - 1 | Aparecidense        | 21 de julio | 20:00 |
| Remo          | 2 - 1 | CSA                 | 22 de julio | 20:00 |
| Confiança     | 1 - 1 | Ferroviário         | 22 de julio | 20:00 |
| Floresta      | 1 - 0 | Sampaio Corrêa      | 22 de julio | 20:00 |

| Figueirense         | 1 - 0 | Remo          | 27 de julio | 17:00 |
| Sampaio Corrêa      | 1 - 1 | Náutico       | 27 de julio | 17:00 |
| Tombense            | 1 - 1 | Athletic      | 27 de julio | 19:30 |
| Ferroviário         | 1 - 1 | CSA           | 27 de julio | 19:30 |
| Ypiranga de Erechim | 2 - 2 | Botafogo-PB   | 28 de julio | 16:30 |
| Caxias              | 1 - 0 | São José      | 28 de julio | 16:30 |
| ABC                 | 1 - 1 | São Bernardo  | 28 de julio | 16:30 |
| Confiança           | 4 - 1 | Volta Redonda | 28 de julio | 19:00 |
| Ferroviária         | 0 - 0 | Londrina      | 29 de julio | 20:00 |
| Aparecidense        | 1 - 1 | Floresta      | 29 de julio | 20:00 |

| Botafogo-PB         | 3 - 2 | Figueirense    | 3 de agosto | 17:00 |
| Volta Redonda       | 1 - 1 | Tombense       | 3 de agosto | 17:00 |
| ABC                 | 0 - 0 | São José       | 3 de agosto | 19:30 |
| Athletic            | 3 - 0 | Confiança      | 3 de agosto | 19:30 |
| Londrina            | 0 - 0 | Floresta       | 4 de agosto | 16:30 |
| Ypiranga de Erechim | 0 - 1 | Ferroviária    | 4 de agosto | 16:30 |
| São Bernardo        | 2 - 0 | Caxias         | 4 de agosto | 19:00 |
| CSA                 | 2 - 2 | Náutico        | 4 de agosto | 19:00 |
| Ferroviário         | 1 - 1 | Sampaio Corrêa | 5 de agosto | 16:30 |
| Remo                | 1 - 0 | Aparecidense   | 5 de agosto | 20:00 |

| Confiança      | 1 - 0 | Remo                | 10 de agosto | 17:00 |
| São José       | 3 - 0 | São Bernardo        | 10 de agosto | 17:00 |
| Caxias         | 2 - 1 | Ferroviário         | 10 de agosto | 19:30 |
| Ferroviária    | 1 - 1 | Athletic            | 10 de agosto | 19:30 |
| Aparecidense   | 1 - 1 | Volta Redonda       | 11 de agosto | 16:30 |
| Figueirense    | 0 - 0 | Londrina            | 11 de agosto | 16:30 |
| Tombense       | 0 - 1 | CSA                 | 11 de agosto | 19:00 |
| Náutico        | 2 - 0 | Botafogo-PB         | 11 de agosto | 19:00 |
| Sampaio Corrêa | 2 - 2 | ABC                 | 12 de agosto | 20:00 |
| Floresta       | 2 - 2 | Ypiranga de Erechim | 12 de agosto | 20:00 |

| Náutico             | 4 - 1 | Ferroviário    | 17 de agosto | 17:00 |
| Ypiranga de Erechim | 1 - 0 | Sampaio Corrêa | 17 de agosto | 19:30 |
| Floresta            | 1 - 3 | Athletic       | 17 de agosto | 19:30 |
| Remo                | 3 - 0 | Londrina       | 17 de agosto | 21:00 |
| Figueirense         | 1 - 1 | São José       | 18 de agosto | 16:30 |
| Caxias              | 2 - 0 | ABC            | 18 de agosto | 16:30 |
| Aparecidense        | 0 - 1 | CSA            | 18 de agosto | 19:00 |
| Confiança           | 2 - 0 | São Bernardo   | 18 de agosto | 19:00 |
| Tombense            | 1 - 2 | Botafogo-PB    | 19 de agosto | 20:00 |
| Ferroviária         | 5 - 1 | Volta Redonda  | 19 de agosto | 20:00 |

| Botafogo-PB    | 2 - 0 | Ferroviária         | 21 de agosto | 17:00 |
| Athletic       | 3 - 1 | Ypiranga de Erechim | 21 de agosto | 17:00 |
| CSA            | 2 - 1 | Caxias              | 21 de agosto | 17:00 |
| São José       | 0 - 0 | Remo                | 21 de agosto | 17:00 |
| Ferroviário    | 3 - 3 | Tombense            | 21 de agosto | 17:00 |
| Sampaio Corrêa | 1 - 0 | Confiança           | 21 de agosto | 17:00 |
| Londrina       | 3 - 2 | Náutico             | 21 de agosto | 17:00 |
| ABC            | 3 - 1 | Aparecidense        | 21 de agosto | 17:00 |
| Volta Redonda  | 1 - 0 | Figueirense         | 21 de agosto | 17:00 |
| São Bernardo   | 2 - 0 | Floresta            | 21 de agosto | 17:00 |

## Fase Final

### Grupo A
| Pos. | Equipo               | Pts. | PJ | G | E | P | GF | GC | Dif. | Clasificación                                     |
| ---- | -------------------- | ---- | -- | - | - | - | -- | -- | ---- | ------------------------------------------------- |
| 1    | Volta Redonda (A, O) | 12   | 6  | 3 | 3 | 0 | 8  | 4  | +4   | Clasifica a la Final y asciende a la Serie B 2025 |
| 2    | Remo (A)             | 9    | 6  | 2 | 3 | 1 | 6  | 7  | −1   | Asciende a la Serie B 2025                        |
| 3    | Botafogo-PB          | 5    | 6  | 1 | 2 | 3 | 5  | 5  | 0    |                                                   |
| 4    | São Bernardo         | 5    | 6  | 1 | 2 | 3 | 5  | 8  | −3   |                                                   |

 Fuente: CBF
| Remo          | 2 - 1 | Botafogo-PB  | 31 de agosto    | 17:30 |
| Volta Redonda | 3 - 1 | São Bernardo | 1 de septiembre | 18:30 |

| Botafogo-PB  | 0 - 0 | Volta Redonda | 8 de septiembre | 18:30 |
| São Bernardo | 2 - 2 | Remo          | 9 de septiembre | 20:00 |

| São Bernardo | 1 - 0 | Botafogo-PB   | 14 de septiembre | 17:30 |
| Remo         | 0 - 0 | Volta Redonda | 15 de septiembre | 18:30 |

| Volta Redonda | 1 - 1 | Remo         | 21 de septiembre | 17:30 |
| Botafogo-PB   | 0 - 0 | São Bernardo | 21 de septiembre | 20:00 |

| Volta Redonda | 2 - 1 | Botafogo-PB  | 28 de septiembre | 17:30 |
| Remo          | 1 - 0 | São Bernardo | 29 de septiembre | 16:30 |

| São Bernardo | 1 - 2 | Volta Redonda | 5 de octubre | 17:30 |
| Botafogo-PB  | 3 - 0 | Remo          | 5 de octubre | 17:30 |

### Grupo B
| Pos. | Equipo              | Pts. | PJ | G | E | P | GF | GC | Dif. | Clasificación                                     |
| ---- | ------------------- | ---- | -- | - | - | - | -- | -- | ---- | ------------------------------------------------- |
| 1    | Athletic (A)        | 10   | 6  | 3 | 1 | 2 | 11 | 8  | +3   | Clasifica a la Final y asciende a la Serie B 2025 |
| 2    | Ferroviária (A)     | 10   | 6  | 3 | 1 | 2 | 12 | 12 | 0    | Asciende a la Serie B 2025                        |
| 3    | Londrina            | 7    | 6  | 2 | 1 | 3 | 11 | 12 | −1   |                                                   |
| 4    | Ypiranga de Erechim | 6    | 6  | 1 | 3 | 2 | 6  | 8  | −2   |                                                   |

 Fuente: CBF
| Ypiranga de Erechim | 0 - 0 | Ferroviária | 31 de agosto    | 20:00 |
| Londrina            | 2 - 3 | Athletic    | 2 de septiembre | 20:00 |

| Athletic    | 0 - 0 | Ypiranga de Erechim | 7 de septiembre | 17:30 |
| Ferroviária | 3 - 2 | Londrina            | 7 de septiembre | 20:00 |

| Londrina    | 2 - 2 | Ypiranga de Erechim | 14 de septiembre | 16:30 |
| Ferroviária | 3 - 2 | Athletic            | 16 de septiembre | 20:00 |

| Ypiranga de Erechim | 0 - 1 | Londrina    | 22 de septiembre | 18:30 |
| Athletic            | 3 - 0 | Ferroviária | 23 de septiembre | 20:00 |

| Ypiranga de Erechim | 2 - 1 | Athletic    | 28 de septiembre | 20:00 |
| Londrina            | 3 - 2 | Ferroviária | 29 de septiembre | 18:30 |

| Ferroviária | 4 - 2 | Ypiranga de Erechim | 5 de octubre | 17:30 |
| Athletic    | 2 - 1 | Londrina            | 5 de octubre | 17:30 |

## Final
| Fechas             | Local en la ida | Global | Local en la vuelta | Ida | Vuelta |
| ------------------ | --------------- | ------ | ------------------ | --- | ------ |
| 12 y 19 de octubre | Volta Redonda   | 3:0    | Athletic Club      | 1:0 | 2:0    |

|                                      |
| Bandera del estado de Río de Janeiro |
| Campeón Volta Redonda 1.er título    |

### Ascendidos
| Bandera del estado de Río de Janeiro | Bandera del estado de Minas Gerais | Bandera del estado de São Paulo | Bandera del estado de Pará |
| Volta Redonda                        | Athletic                           | Ferroviária                     | Remo                       |
| Ascenso a Serie B 2025               | Ascenso a Serie B 2025             | Ascenso a Serie B 2025          | Ascenso a Serie B 2025     |